# Windsog
Windsog ist die Kraftwirkung einer Windströmung an Oberflächen infolge des Bernoulli-Effektes. Technisch bedeutsam ist er insbesondere an Gebäudeteilen wie Fassaden und Dächern.
Ursache: Der Luftdruck in der vorbeiströmenden Luft ist niedriger als der Luftdruck der ruhenden Luft im Gebäudeinneren oder innerhalb des Bauteiles selbst (typisch: Dämmstoffe). Wo sich die Windströmung an den Gebäudekanten ablöst, bilden sich sogverstärkende Wirbel.
Zur Vermeidung von Windsogschäden müssen die Bauteile so konstruiert werden, dass sie die Windlasten und zugehörigen Kräfte sicher aufnehmen können. Angaben hierzu finden sich in den einschlägigen Normen wie der DIN 1055-4 und dem Eurocode 1991-1-4.
Für Dächer sind ergänzend die „Fachregeln des deutschen Dachdeckerhandwerks“ – Herausgeber ist der Zentralverband des Deutschen Dachdeckerhandwerks e. V. in Köln – als anerkannte Regeln der Technik zu beachten. Werden diese und die in den Normen angegebenen Maßnahmen zur Windsogsicherung nicht eingehalten, so kann es bei Sturmschäden zu einer Minderung oder Schadensablehnung der zuständigen Gebäudeversicherung kommen. 